# まうがん
まうがんまたはマウガンは、沖縄県宮古島で古くから信仰されている個人の守護神。マブイともいい、一代限りで機能する。

## 説明

### 生直後
生まれたばかりの子供には、生後8日か10日後にナージキという儀式が行われ、童名（現地発音：やらびなー）（神名ともいう）が付けられる。この儀式では、子供が集落内にいくつかある御嶽（うたき、ウムトゥ）のうちのどれに帰属するかが決められ、その御嶽の神の名が童名になる。自分が帰属する御嶽はマウムトゥと呼ばれ、その御嶽の神がマウガンと呼ばれる。
童名、すなわち帰属する御嶽を決めるには、神カカリヤー（かんかかりやー）（宮古島で活躍する民間巫女、ツカサとは別で、個人の卜占、死霊の口寄せをおこなう）が神籤を作り、最初に落ちてきた紙片に書いた名前を選ぶ。集落によっては、3回同じ神の紙片が落ちてきた時に、その名前を選ぶこともある。

### まうをともす
仏壇（または神棚ともいう）とは別に座敷の東方に個人用の神棚を作る。成人になって、守護神を頭にいただくという観念がある。特に運気が無くなった場合である。それをまうをともすという。　香炉を神体とし、1日と15日はかかさず拝む。個人が死亡すれば香炉を神棚から降ろし、マウガンもなくなる。色々な習慣は集落毎に異なる。なお、多良間島では、すこし変形して、家族の守護神とすることもある。